# 밴드 에이드 (영화)
밴드 에이드(Band Aid)는 미국에서 제작된 조 리스터 존스 감독의 2017년 코미디 영화이다. 조 리스터 존스 등이 주연으로 출연하였고 조 리스터 존스 등이 제작에 참여하였다.
배우들을 제외하고 이 영화는 모두 여성 크루와 함께 제작되었다. 이 영화는 2017년 1월 24일 선댄스 영화제에서 초연되었다. 2017년 6월 2일 IFC 필름스를 통해 개봉되었다.

## 출연

### 주연
- 조 리스터 존스
- 애덤 팰리
- 프레드 아미센

### 조연
- 제이미 정
- 브룩클린 데커
- 콜린 행크스
- 어린 헤이즈
- 제시 윌리엄스
- 한나 시모네
- 안젤리크 카브랄
- 마잔드라 델피노
- 레타
- 넬슨 프랭클린
- 크리스 델리아
- 질리언 진저
- 수지 에스먼
- 레비 파텔

## 제작진
- 제작총괄: 레이몬드 맨스필드
- 제작총괄: 숀 맥키트릭
- 제작총괄: 숀 레딕
- 제작총괄: 데릴 웨인